# Klaus Stanjek
Klaus Stanjek (* 20. November 1948 in Wuppertal) ist ein deutscher Dokumentarfilmregisseur, Hochschullehrer und Sozialanthropologe.

## Biografie
Klaus Stanjek studierte von 1968 bis 1974 Psychologie und Biologie in Münster, Würzburg und München. Anschließend promovierte er von 1976 bis 1979 bei Irenäus Eibl-Eibesfeldt an der Forschungsstelle für Humanethologie des Max-Planck-Instituts für Verhaltensphysiologie mit einer interdisziplinären und kulturvergleichenden Studie zur Genese menschlichen Besitzverhaltens. In seiner Dissertationsschrift positionierte er sich gegen die Vorstellung eines genetischen Determinismus und argumentierte, dass neben evolutionären, vor allem kognitive, sozio-kulturelle und historische Faktoren für die Herausbildung des menschlichen Besitzverhaltens maßgeblich gewesen seien.
Ab 1979 wechselte er zum Dokumentarfilm und studierte bis 1983 an der Münchener Hochschule für Fernsehen und Film (Regie für Dokumentarfilm). Seitdem ist er auch als Dozent für Dokumentarregie tätig, u. a. in München, Leipzig, Bozen, Peking, Sri Lanka, Addis Abeba, Jenin, Teheran. Von 1993 bis 2014 war er Professor für Dokumentarregie an der Potsdamer Hochschule für Film und Fernsehen „Konrad Wolf“. Er lebt in Potsdam-Babelsberg.
Stanjek realisierte zahlreiche Dokumentarfilme als Regisseur (und häufig als Produzent) zu gesellschaftlichen Themen für TV, Kino und Bildungsarbeit. Seine Filme handeln von Kehrseiten der Geldgesellschaft, von Gegenwelten, von archaischen Welten und Kinderwelten. Häufig findet sich in ihnen die Frage nach anderen Arten zu leben.

## Filmografie (Auswahl)
- 2019 Rote Räte – über die Anfänge der Demokratie
- 2012 Klänge des Verschweigens – Ein detektivischer Musikfilm über Wilhelm Heckmann.[2]
- 2004 Kommune der Seligen – Innenansicht einer Kommune der kanadischen Hutterer
- 1999 Das Jahr des Fischers – Ein jahrhundertealtes Fischereigehöft und seine Bewohner
- 1998 Kinder der Utopie – Eine kanadische Hutterersiedlung aus Kindersicht
- 1994 Großstadt – Stadt der Großen – Streifzüge mit versteckter Kamera durch die Welt der Kinder
- 1991 London – Stadtstruktur und Demographie von London
- 1990 Zwielicht – Die Ökologie der Künstlichen Helligkeit
- 1984 Die Wasserherren – Über die Vorboten kommenden Mangels
- 1980 Quer zur Landschaft – Flughafenbau und Widerstand im Erdinger Moos
- 1977 Christiania – Das größte anarchistische Projekt Europas

## Publikationen (Auswahl)
- Klaus Stanjek: Der Dokumentarfilm der DDR – Von Propaganda bis Beobachtung. Edition Dokumentarfilmgeschichte/10. 57 S., Avinus Verlag Hamburg. 2023.
- Klaus Stanjek: Paradigmen des Dokumentarfilms – Ansichten aus Babelsberg. In: Edmund Ballhaus (Hg.): Dokumentarfilm. Dietrich Reimer Verlag, Berlin 2013.
- Klaus Stanjek (Hrsg.): Die Babelsberger  Schule des Dokumentarfilms. Bertz & Fischer Berlin 2012.
- Klaus Stanjek / Renate Gompper (Hrsg.): Dokumentarfilmunterricht in Europa; Teaching Documentary Film in Europe. Vistas Verlag Berlin 1995.
- Klaus Stanjek: Energie´spar`lampen = Verschwendungslampen. Eine Untersuchung zur ökologischen Gesamtbilanz der sogenannten Energiesparlampen. Im Auftrag von Greenpeace/Hamburg 1991.
- Klaus Stanjek (Hrsg.): Zwielicht – Die Ökologie der künstlichen Helligkeit. Raben Verlag München 1989.
- Klaus Stanjek: Die Entwicklung menschlichen Besitzverhaltens. Max-Planck-Institut für Bildungsforschung, Berlin 1980.
- Klaus Stanjek: Das Überreichen von Gaben: Funktion und Entwicklung in den ersten Lebensjahren. Zeitschrift für Entwicklungspsychologie u. Pädag. Psychologie 1978 Heft 2, S. 103–113.

## Auszeichnungen und Preise
- „Best Script“ des History Film Festivals Rijeka (für „Sounds from the Fog“)
- „Best Documentary“ des Side-by-Side-Festivals St. Petersburg (für „Sounds from the Fog“)
- „Film des Monats“ der FBW Wiesbaden (für „Klänge des Verschweigens“)
- Prädikat „Besonders Wertvoll“ (für „Klänge des Verschweigens“)
- Bürgerpreis der Nonfiktionale (für „Klänge des Verschweigens“)
- William-Dieterle-Filmpreis 2013 (für „Klänge des Verschweigens“)
- „Bester Dokumentarfilm“ des Festivals Cinema Bolzano (für „Commune of Bliss“)
- „Film des Monats“ in „Weiterbildung und Medien“ (für „Zwielicht“)
- Prädikat „wertvoll“ der FBW (für „Die Wasserherren“ und „Kommune der Seligen“)
- Prädikat „wirksam“ des Ökomedia-Instituts (für „Die Wasserherren“)